# Højby Sjælland Station
Højby Sjælland Station er en jernbanestation i Højby.